# Peso
Peso er navnet på valutaen i Mexico og flere andre tidligere spanske og portugisiske kolonier. "Peso" betyder på spansk "vægt" og hentyder til, at en peso-mønt oprindeligt skulle have en bestemt vægt og lødighed i sølv. 
Også den spanske tidligere møntenhed, pesetaen, stammer fra peso.
I dag bruges peso som møntenhed i:
- Argentina
- Chile
- Colombia
- Cuba
- Dominikanske Republik
- Macao (under navnet "pataca")
- Mexico
- Filippinerne (under navnet "piso")
- Uruguay

Dertil kommer en række andre lande, hvor pesoen eller afledninger heraf tidligere har været brugt, blandt andet Bolivia, Costa Rica, Ecuador, Guatemala, Honduras, Nicaragua, Paraguay og Venezuela.
Som tegn for pesoen bruges "$", altså det tegn, der også bruges for dollar (dog ikke på Filippinerne, hvor tegnet er ).